# 대구광역시동부여성문화회관
대구광역시 동부여성문화회관(大邱廣域市 東部女性文化會館)은 지역여성의 능력개발과 문화활동 및 여가선용을 통한 여성의 자질 향상, 다양한 생활정보 제공 및 복지증진을 위하여 대구광역시청 산하에 설치된 사업소이다.
동부여성문화회관장은 지방서기관, 또는 지방기술서기관으로 보한다.

## 연혁
- 1995년 10월 5일: 대구광역시 동부여성문화회관 설치

## 조직
관장
- 관리과
- 시설운영과
- 교육상담과